# 14D busz (Kecskemét)
A kecskeméti 14D jelzésű autóbusz a Margaréta Otthon és a Daimler I. kapu között közlekedik. A viszonylatot a Kecskeméti Közlekedési Központ megrendelésére az Inter Tan-Ker Zrt. üzemelteti.

## Története
Közlekedése 2020. március 24. és 2020. április 19. között szünetelt.
2021. augusztus 8-ától az új Margaréta Otthon buszvégállomásig meghosszabbítva közlekedik.

## Útvonala
| Daimler I. kapu felé | Margaréta Otthon felé |
| --- | --- |
| Margaréta Otthon vá. – Károly Róbert körút – Margaréta utca – Szent-Györgyi Albert utca – Nyíri út – Március 15. utca – Irinyi utca – Akadémia körút – Nyíri út – Széchenyi körút – Mária körút – Árpád körút – Kossuth körút – Mezei utca – Juhász utca – Bodzai utca – Külső Szegedi út – Kiskunfélegyházai út – Mercedes út – Daimler I. kapu vá. | Daimler I. kapu vá. – Mercedes út – Kiskunfélegyházai út – Külső Szegedi út – Bodzai utca – Juhász utca – Mezei utca – Kossuth körút – Árpád körút – Mária körút – Széchenyi körút – Nyíri út – Akadémia körút – Irinyi utca – Március 15. utca – Nyíri út – Károly Róbert körút – Margaréta Otthon vá. |

## Megállóhelyei
| 0  | Margaréta Otthon végállomás | 27 | 4, 12, 14                                        |
| 1  | Margaréta utca              | ∫  | 4, 14                                            |
| 2  | Domb Áruház                 | 26 | 4, 12, 14, 29, 34 Helyközi buszok                |
| 3  | Benkó-domb                  | 25 | 4, 12, 14, 22, 34, 350                           |
| 5  | Kristály tér                | 23 | 4, 12, 14, 22, 34, 350                           |
| 6  | Szent Család Plébánia       | 22 | 4, 10, 12, 14, 22, 34, 350                       |
| 7  | Irinyi utca                 | 21 | 4, 10, 12, 14, 22, 34, 350 Helyközi buszok       |
| 8  | Aradi Vértanúk tere         | 20 | 3, 20, 20H, 21, 29, 34, 34A, 350 Helyközi buszok |
| 9  | Planetárium                 | 19 | 3, 20, 20H, 21, 29, 34, 34A, 350                 |
| 10 | SZTK                        | 18 | 3, 20, 20H, 21, 22, 29, 34A, 350 Helyközi buszok |
| 11 | Nyíri úti kórház            | 17 | 3, 20, 20H, 21, 22, 350                          |
| 12 | Bányai Gimnázium            | 16 | 5, 21, 22, 350 Helyközi buszok                   |
| 13 | Széchenyi körút             | ∫  | 21, 22                                           |
| 14 | Mária körút                 | 14 | 21, 22                                           |
| 16 | Rákóczi iskola              | 12 | 6, 21, 28                                        |
| 17 | Szultán utca                | ∫  | 2, 2A, 2D, 2S, 6, 21, 28, 32 Helyközi buszok     |
| 19 | Kinizsi utca                | 9  | 7, 7C, 13, 13K                                   |
| 20 | Élelmiszerbolt              | 8  | 7, 7C, 13, 13K                                   |
| 21 | Petőfi Nyomda               | 7  | 7, 13, 13K                                       |
| 22 | Kenyérgyár                  | 6  | 7, 13, 13K                                       |
| 23 | Agrikon                     | 5  | 7, 13, 13K                                       |
| 24 | Szélmalom Csárda            | 3  | 7, 12D, 13D, 13K, 21D Helyközi buszok            |
| 27 | Daimler I. kapu végállomás  | 0  | 1D, 2D, 12D, 15D, 21D Helyközi buszok            |